# Seidige Australienmaus

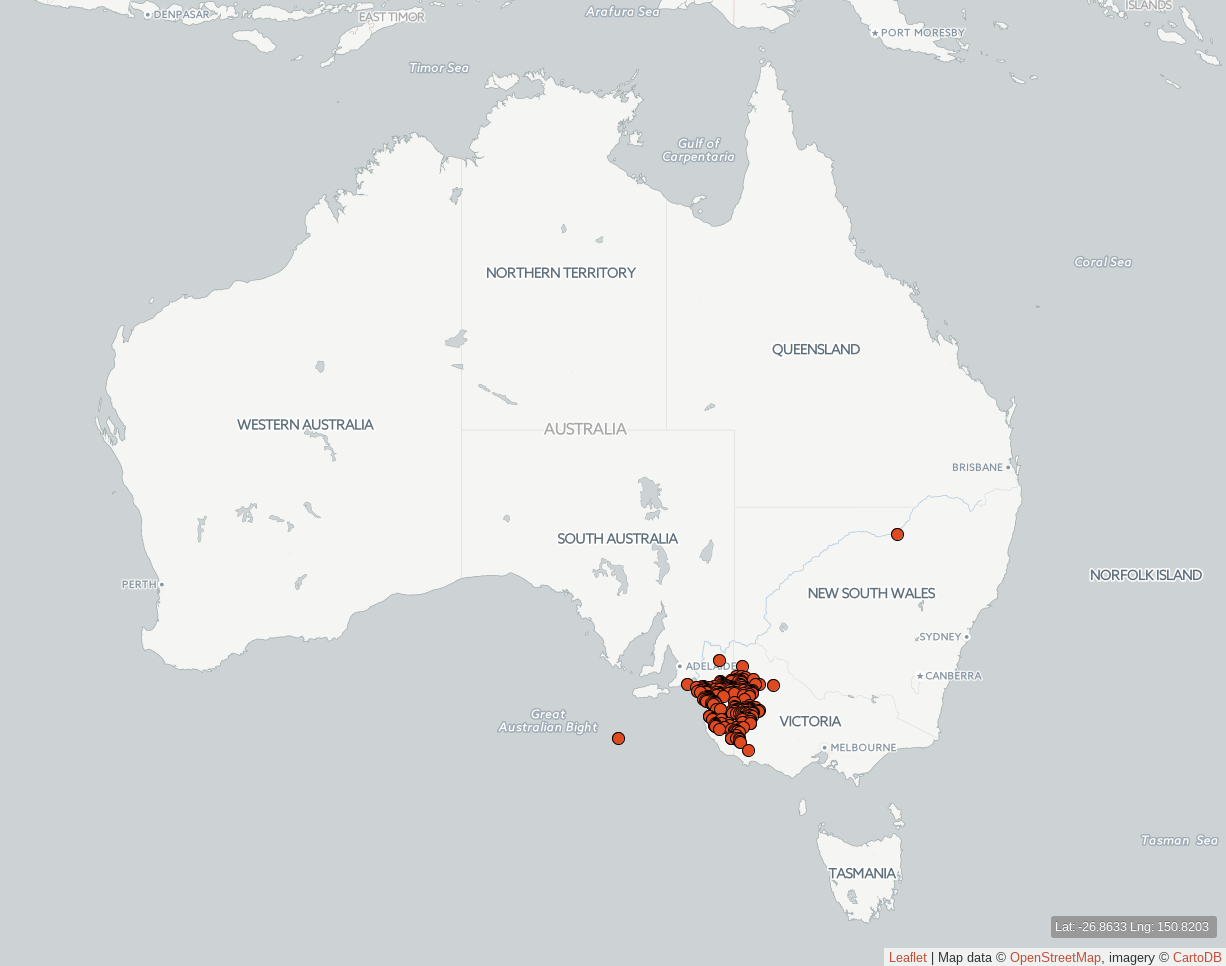
Fundorte der Seidigen Australienmaus

Die Seidige Australienmaus (Pseudomys apodemoides) ist ein im südlichen Australien verbreitetes Nagetier in der Gattung der Australischen Mäuse. Die Art wurde zeitweilig in der nicht mehr aktuellen Gattung Gyomys geführt, die derzeit vielfach als Untergattung von Pseudomys angesehen wird. Eine Studie von 2007 erkannte die nähere Verwandtschaft zu Pseudomys albocinereus und Pseudomys fumeus.

## Merkmale
Die Art ist ohne Schwanz 65 bis 95 mm lang, die Schwanzlänge beträgt 90 bis 115 mm und das Gewicht liegt bei 16 bis 22 g. Damit ist sie ein kleiner Gattungsvertreter mit einem mausartigen Aussehen. Es kommen 20 bis 23 mm lange Hinterfüße und 16 bis 19 mm lange Ohren vor. In das silbergraue Fell der Oberseite sind einige hellbraune Haare eingemischt. Die Grenze zur weißen Unterseite ist recht deutlich. Typisch sind rosafarbene Ohren, Pfoten und ein rosa Schwanz, der wenige weiße Haare trägt.

## Verbreitung
Dieses Nagetier lebt im Westen von Victoria und in angrenzenden Regionen von South Australia. Einzelfunde sind aus New South Wales und von vorgelagerten Inseln bekannt. Die Seidige Australienmaus hält sich im Flachland auf und bewohnt trockene Heide- und Strauchflächen.

## Lebensweise
Die Individuen graben unterirdische Baue im Schutz eines Busches der gewöhnlich zur Art Banksia ornata (Banksien) zählt. Das Nest hat mehrere fast senkrechte Tunnel, die 1,5 Meter Tiefe erreichen, verschiedene horizontale Gänge und eine kugelförmige Kammer, die mit Rindenmulch und Blättern gepolstert ist. Diese Australische Maus ernährt sich vorwiegend von Pflanzensamen, die mit Blumen, Pollen, Pilzen, Insekten und anderen Gliedertieren komplettiert werden.
Dieses Nagetier wird durch Brände begünstigt, wenn sich zuvor dichte Buschfläschen als Habitat eignen. Von in Gefangenschaft gehaltenen Weibchen teilten sich zwei bis drei einen Bau. Männchen leben dagegen allein und besuchen den anderen Bau zur Paarung. Die Fortpflanzung kann zu allen Jahreszeiten erfolgen, auch wenn im Frühjahr und Sommer die meisten Geburten stattfinden. Bei günstigen Bedingungen hat ein Weibchen drei Wurfe pro Jahr. Nach 34 bis 38 Tagen Trächtigkeit werden 2 bis 5 Nachkommen geboren. Diese erhalten etwa 40 Tage Muttermilch und sie werden nach etwa drei Monaten geschlechtsreif.

## Gefährdung
Intensive Brände können lokale Populationen gefährden. Eingeführte Kaninchen stellen Konkurrenten um die Nahrung dar. Mehrere Exemplare fallen den aus der westlichen Welt stammenden Rotfüchsen und Hauskatzen zum Opfer. Die Gesamtpopulation wird als stabil eingeschätzt. Von der IUCN wird die Seidige Australienmaus als nicht gefährdet (least concern) gelistet.